# Psammosyllis wui
Psammosyllis wui är en ringmaskart som beskrevs av Linxian Ding och Westheide 1997. Psammosyllis wui ingår i släktet Psammosyllis och familjen Syllidae. Inga underarter finns listade i Catalogue of Life.